# سینان حسنی
سینان حسنی (سیریلیک صربی: Синан Хасани؛ ۱۴ مهٔ ۱۹۲۲ – ۲۸ اوت ۲۰۱۰) دیپلمات، نویسنده، و سیاستمدار اهل یوگسلاوی بود. وی از ۱۵ مه ۱۹۸۶ تا ۱۵ مه ۱۹۸۷ رئیس‌جمهور یوگسلاوی بود.
سینان حسنی در ۲۸ اوت ۲۰۱۰، در سن ۸۸ سالگی در بلگراد درگذشت.